# Distretto di Buldhana
Il distretto di Buldhana è un distretto del Maharashtra, in India, di 2 226 328 abitanti. È situato nella divisione di Amravati e il suo capoluogo è Buldhana.